# Linde plc
Die Linde plc ist ein börsennotierter Industriekonzern mit Sitz im irischen Dublin und operativer Zentrale im britischen Guildford, welcher 2018 durch Fusion der in Deutschland entstandenen Linde AG mit dem ursprünglich ebenfalls von Carl von Linde gegründeten und im Ersten Weltkrieg konfiszierten US-amerikanischen Konkurrenten Praxair entstand. Kerngeschäft von Linde sind Gase und Prozessanlagen, die Gase gewinnen oder herstellen. Das Unternehmen ist im Bereich der Industriegase Weltmarktführer vor dem französischen Konkurrenten Air Liquide.
Linde war aufgrund der Sitzzusammenlegung nach Irland von 2018 bis zum 1. März 2023 einer der wenigen Konzerne, der in zwei national bedeutenden Aktienindizes unterschiedlicher Märkte, dem US-amerikanischen S&P 500 und dem deutschen DAX, gelistet war, ohne in einem der beiden Länder mehr seinen Sitz zu haben. Seit dem 1. März 2023 wird Linde im US-amerikanischen S&P 500-Index gelistet, seit März 2024 auch im NASDAQ-100.

## Geschichte

### 1871 bis 1900

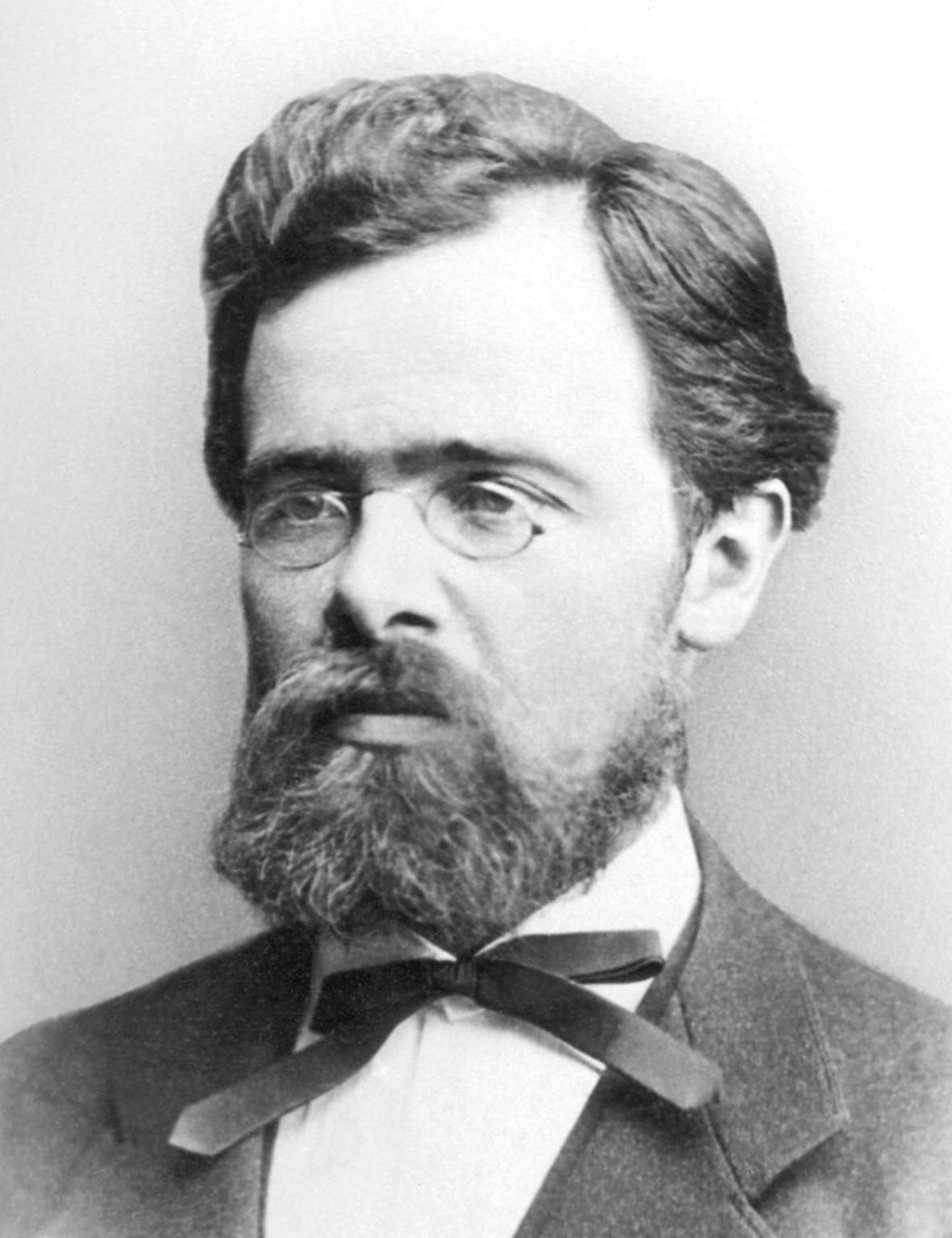
Carl von Linde (1868)

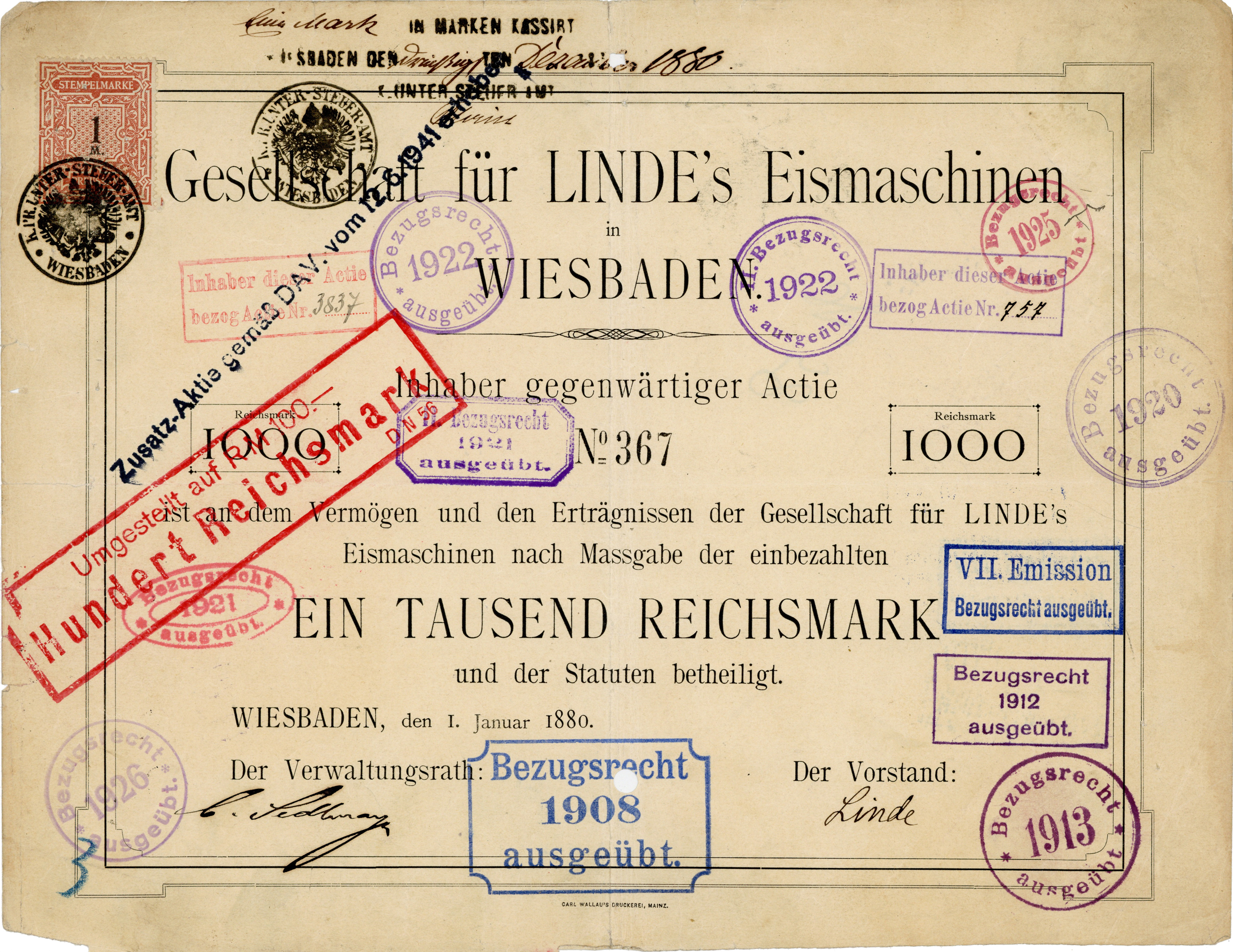
Aktie der Gesellschaft für Linde’s Eismaschinen über 1.000 Mark, ausgegeben am 1. Januar 1880, im Original unterschrieben von Carl Sedlmayr für den Verwaltungsrat und von Carl Linde für den Vorstand

1873 wurde in der Münchner Spaten-Brauerei versuchsweise eine Kältemaschine nach Carl von Lindes Ideen installiert. Die Vereinbarung dazu wurde bereits 1871 geschlossen, das Patent 1873 angemeldet. Da Carl von Linde den Bau seiner Kältemaschinen nicht selbst finanzieren konnte, trat er für je 4.000 Mark jeweils ein Sechstel der Patentrechte an Gabriel Sedlmayr, Johann Sedlmayr und Georg Krauß ab. Zu diesem Finanzkonsortium gesellte sich 1877 der Unternehmer Heinrich von Buz von der Maschinenfabrik Augsburg, der für 12.000 Mark von Carl von Linde ein weiteres Sechstel der Patentrechte erhielt, wodurch Linde nur noch ein Drittel der Rechte blieb. Nach schwierigen und langwierigen Verhandlungen gründeten die vier Teilhaber (Gabriel und Johann Sedlmayr hatten 1877 ihre Anteile zusammengelegt) zusammen mit Carl Lang und Gustav Jung von der Mainzer Aktien-Bierbrauerei am 21. Juni 1879 die Gesellschaft für Linde’s Eismaschinen Aktiengesellschaft in Wiesbaden als Ingenieurbüro. Carl Lang (Vorsitzender), Carl Sedlmayr (Vertretung für Gabriel Sedlmayr), Georg Krauß, Heinrich von Buz und Gustav Jung bildeten den ersten Aufsichtsrat der Gesellschaft.:60–66:10 Carl von Linde war ab 1879 der alleinige Vorstand, bis er die Position nach elf Jahren an seinen Mitarbeiter Friedrich Schipper übergab, der das Amt 39 Jahre lang bekleidete. Erst ab 1920 wurde der Vorstand erweitert. Die Gesellschaft hatte ein Grundkapital von 200.000 Mark, wovon der Bankier Moritz von Hirsch als stiller Teilhaber zusammen mit Carl Lang die Hälfte beigesteuert hatte, während Buz, Sedlmayr und Krauss ihre Patentrechte für die anderen 100.000 Mark einbrachten. Bei Gründung wurden zweihundert Aktien zu je 1.000 Mark herausgegeben; die Aufteilung dieser Aktien ist nicht genau bekannt, vermutlich erhielten Lang und von Hirsch davon 50, die anderen Teilhaber je 30 Aktien. Nachdem Moritz von Hirsch der Gesellschaft im selben Jahr für 50.000 Mark die Rechte für den französischen Markt abgekauft hatte, gründete er ein Eiswerk in Paris und ein Ingenieurbüro, in dem ab 1880 u. a. der junge Rudolf Diesel arbeitete.:60–66

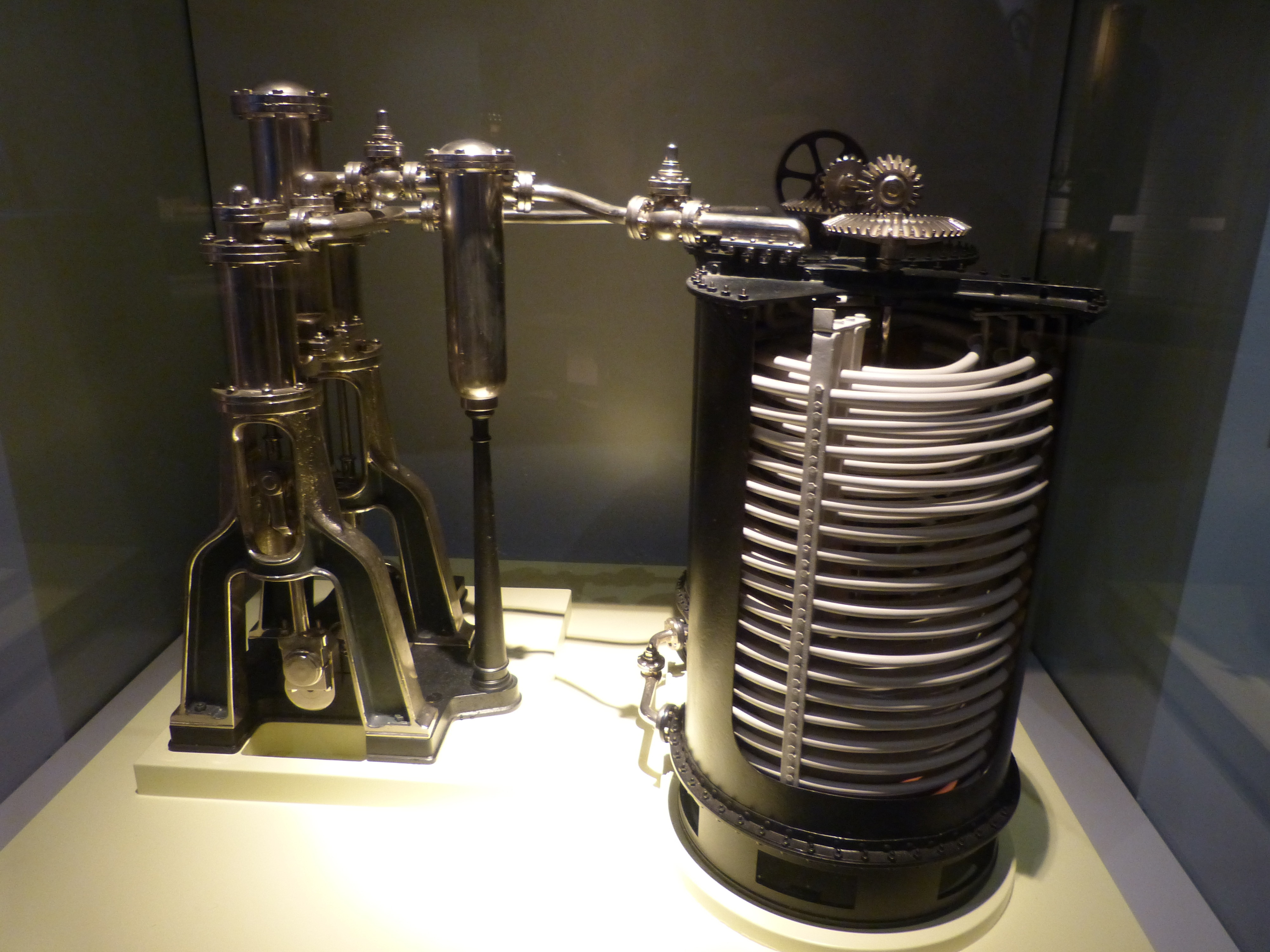
Modell der 1877 verkauften Kältemaschine

Nach der Gründung der Gesellschaft gab Carl von Linde seine Stelle im bayerischen Staatsdienst (als Professor an der Technischen Hochschule München) auf.:10 1891, nachdem er die Leitung an Schipper übergeben hatte, verließ Carl von Linde Wiesbaden. Von Mai bis September 1891 lebte Linde gemeinsam mit seiner Familie in seiner Ferienvilla auf dem Salzberg über Berchtesgaden. Danach kehrte er als ordentlicher Professor zurück an die Technische Hochschule München, ab 1900 ohne Lehrauftrag.
Ab 1891 begann von Linde das nach ihm benannte Linde-Verfahren zur Zerlegung von Luft zu entwickeln, das 1892 durch einen Auftrag der Guinness-Brauerei gefördert wurde. Carl von Linde hielt 1893 einen Vortrag, in dem die Sauerstoffverflüssigung angesprochen wurde. Mitte 1894 erwähnte er in seinen Briefen Überlegungen zu einer „Sauerstoffmaschine“. Aus der „Linde-Luft“ entwickelte das Unternehmen 1895 Flüssigluftsprengstoffe, die es unter der Marke Oxyliquit vor allem in Deutschland für zivile und militärische Zwecke bis nach dem Ersten Weltkrieg herstellte.:29 Die Produktion von Oxyliquit ist kompliziert. Wird beispielsweise flüssige Luft mit Kohlepulver vermischt, ist das nur so lange explosiv, bis die flüssige Luft aus dem Gemisch verdampft ist. Wenn die flüssige Luft verdampft ist, bleibt Kohlepulver zurück, das für sich alleine keine Sprengwirkung hat. Deswegen musste Oxyliquit am Ort des Verbrauchs zusammengemischt werden, wofür eine Menge flüssige Luft nötig war, die man vor Ort, z. B. im Steinbruch, erst erzeugen musste, da flüssige Luft schnell verdampft.

### 1900 bis 1976

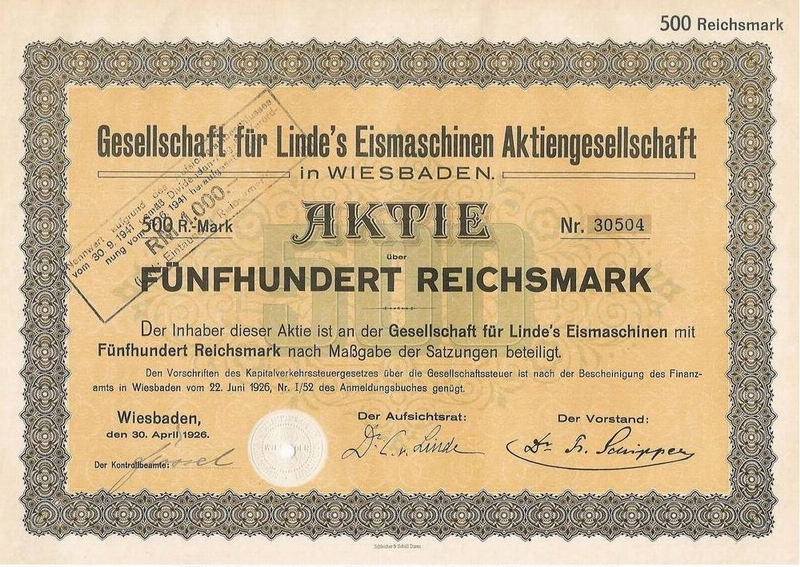
Aktie der Gesellschaft für Linde’s Eismaschinen von 1926

Am 8. Februar 1901 nahm Carl von Linde in einer neugebauten Versuchsstation im Pullacher Ortsteil Höllriegelskreuth eine „Sauerstoffmaschine“ in Betrieb. Der dort montierte Apparat lieferte ein Gemisch aus 50 % Sauerstoff und 50 % Stickstoff, später Linde-Luft genannt. Sie wurde unter 150 atü in Stahlflaschen gefüllt und in den Handel gebracht.
Im Juni 1902 zerstörte ein Brand diese erste Versuchseinrichtung. Bei der kurz darauf fertiggestellten Neukonstruktion des Apparats ersetzte Linde die schwergewichtige Verdampferkonstruktion durch eine mit Glasperlen gefüllte Rektifikationssäule (Rektifikationsverfahren). Dieser Apparat war der erste der Welt, mit dem es gelang, reinen Sauerstoff auf kryogene Weise zu erzeugen.
Anfang 1903 entstand eine dritte Ausführung. Bei ihr war die Perlensäule durch eine Säule mit Siebböden ersetzt. Bei diesem Apparat war der Gegenströmer bedeutend materialsparender konstruiert, zudem die Verdichtung der Luft höher gewählt und der bisher nötige zusätzliche Luftverflüssiger entbehrlich geworden. Diese dritte Ausführung der Sauerstoffmaschine lieferte 10 Kubikmeter 98%igen Sauerstoff in der Stunde und diente viele Jahre lang der Produktion in Höllriegelskreuth.
Noch 1903 errichtete Linde ein zweites Sauerstoffwerk in Unterbarmen, das mit einem baugleichen Apparat ausgestattet wurde.:114f
Um eine bessere Position auf dem damals blühenden Sauerstoffmarkt zu bekommen, gründete die Linde-Gesellschaft 1904  die  Vertriebs-Tochtergesellschaft Vereinigte Sauerstoffwerke GmbH, die Linde 1910 in die eigene Sauerstoffwerke GmbH in Berlin übernahm.:3f
Eine weitere Tochtergründung von Linde waren die Güldner-Motorenwerke. Gemeinsam mit Hugo Güldner und Georg von Krauß wurde das Unternehmen 1904 in München gegründet und 1906 nach Aschaffenburg verlegt. 1929 wurden die Güldner-Motorenwerke von der Gesellschaft für Linde’s Eismaschinen übernommen und nach und nach umstrukturiert.:86
1907 gründete Carl von Linde mit Linde Air Products eine US-amerikanische Niederlassung. Diese wurde im Ersten Weltkrieg konfisziert und 1917 mit der National Carbon Company, der Prest-O-Lite Company und der Union Carbide Company in der Union Carbide & Carbon Corporation zusammengeschlossen. Seit 1989 war dieses eigenständige Unternehmen mit der Firma Praxair an der New Yorker Börse notiert.
Die Unternehmensabteilung für Gasverflüssigung und -zerlegung wurde ab den 1920er Jahren unter der Führung des Gründersohns Friedrich Linde (1870–1965) wichtigster Umsatzträger des Konzerns.:30
Ab 1933 produzierte Linde Kleindieselmotoren und ab 1938 Gasmotoren und -generatoren sowie größere Dieselmotoren und Traktoren.:86
Während der Zeit des Nationalsozialismus profitierte Linde von dem Versuch Deutschlands, sich mit synthetischem Benzin und Kautschuk von Importen unabhängig zu machen. 1935 erhielt Generaldirektor Friedrich Linde den Titel eines Wehrwirtschaftsführers, was einerseits die nationale Bedeutung Lindes unterstrich und andererseits das Unternehmen weiter durch eine Vielzahl von Aufträgen an der Aufrüstung nutznießen ließ.:158 Zu den engsten Mitarbeitern des Generaldirektors zählte der Betriebsleiter in Höllriegelskreuth, Alfred Heß, ein Onkel von Rudolf Heß.:44
Vor und während des Zweiten Weltkriegs waren Abteilungen Lindes in die Rüstungsproduktion eingebunden: So war das Unternehmen über die Heylandt Gesellschaft für Apparatebau am deutschen Raketenprogramm beteiligt; andere Zweige stellten Schweißgeräte und Motoren für die Rüstungsindustrie her.:46 1941 fertigte Linde Produktionsanlagen für die zur I.G. Farben gehörende Ammoniakwerk Merseburg GmbH im KZ-Außenlager Auschwitz II, zwei weitere geplante Anlagen wurden kriegsbedingt nicht mehr installiert.:46 In den Produktionswerken wurden nach Schätzungen des Unternehmens für Mitte 1944 zwischen 400 und 500 Menschen zur Zwangsarbeit eingesetzt.:47

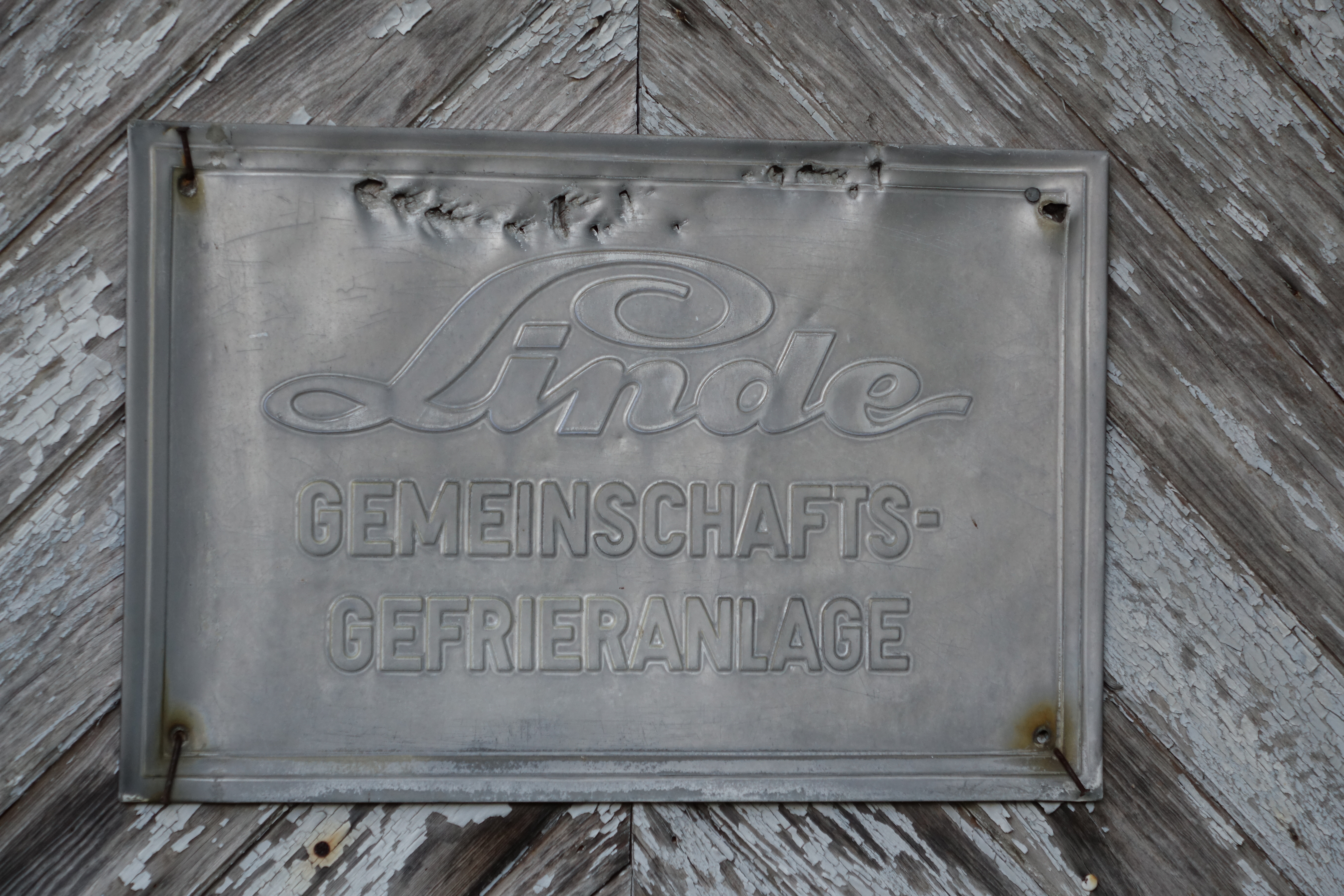
Linde-Schild am Eingang der Gemeinschaftsgefrieranlage Ulrichstein (Mittelhessen)

Mit den beginnenden Wirtschaftswunderjahren lieferte der Bereich Kältetechnik Gemeinschaftsgefrieranlagen sowie Milchkühlanlagen für die Landwirtschaft, Fahrzeug- und Krankabinenkühlanlagen.
1956 baute Linde in Aschaffenburg sein erstes hydrostatisch angetriebenes Transportfahrzeug (Hydrocar). Ab 1958 baute Linde Gabelstapler mit hydrostatischem Getriebe. Nachdem ein Verkauf der Motoren- und Traktorenfertigung gescheitert war, entschied der Vorstand am 21. März 1969, den Traktorenbau einzustellen und stattdessen die Gabelstaplerfertigung auszuweiten.:87
Seit 1961 im Vorstand und ab 1972 im Aufsichtsrat saß Johannes Wucherer – aus angeheirateter Verwandtschaft –, und weil Wucherer den Kaufmann Hans Meinhardt bei wichtigen Entscheidungen unterstützte, zog sich Hermann Linde schließlich 1976 ganz aus dem Unternehmen seines Großvaters zurück. Meinhardt wurde sein Nachfolger und übernahm wenig später die Unternehmensleitung. Rückblickend sagte Meinhardt über sein Verhältnis zu Hermann Linde: „Immer, wenn es ums Wesentliche ging, waren wir unterschiedlicher Meinung.“ Johannes Wucherer, Ehemann einer Enkelin Carl von Lindes, saß ab 1961 im Vorstand des Unternehmens. Ab 1971 waren neben ihm auch Hermann Linde und Hans Meinhardt Mitglieder des Vorstands, dem seit den 1950er Jahren auch der Ingenieur und Direktor Georg Plötz (bis 1971 stellvertretendes, dann ordentliches Vorstandsmitglied) angehörte. Wucherer und Meinhardt isolierten Hermann Linde bei wichtigen Entscheidungen.
Hermann Linde hatte die technische Führung als entscheidenden Wettbewerbsvorteil befürwortet. Meinhardt sah die Gesamtverantwortung beim Zentral-Vorstand und baute die ehemalige Verwaltungszentrale zur Zentralverwaltung aus, mit Durchgriffsmöglichkeiten auf alle Führungsebenen in den einzelnen Niederlassungen. Meinhardt investierte massiv in Gabelstapler, verdreifachte die Zahl der Mitarbeiter, während der Konzernumsatz unter ihm durch Acquisition um das Vierfache stieg. Der Großanlagenbau globalisierte sich nach Erfolgen auch in Deutschland und in Südafrika. Dennoch wurden Gabelstapler mit Porschedesign zum Markenzeichen der Linde AG, und Meinhardt suchte weiter nach neuen Geschäftsfeldern.
1965 benannte sich das Unternehmen in Linde AG um.:87 Es bestand nun aus den Sparten Anlagenbau, Fördertechnik, Technische Gase und Kältetechnik.
Die 1920 von Hans Still in Hamburg gegründete Still GmbH (bis 1960 SE Fahrzeugwerke GmbH), die schon 1949 ihren ersten Gabelstapler (EGS 1000) präsentiert hatte, wurde 1973 von Linde übernommen.
Mit dem Aufbau des Gasgeschäfts in Brasilien und Australien begann der Konzern 1974.:87

### 1976 bis 2003
Der damalige Vorstandssprecher Hermann Linde übergab die Unternehmensführung 1976 an Hans Meinhardt.:60 und 87 1977 kaufte Linde die Baker-Material-Handling Corporation in Cleveland, Ohio.:87 1984 übernahm Linde den französischen Staplerhersteller Fenwick-Linde S.A.R.L. 1989 kaufte der Konzern auch den britischen Staplerhersteller Lansing.
In Xiamen (Volksrepublik China) gründete Linde 1993 ein Gemeinschaftsunternehmen mit dem zweitgrößten chinesischen Hersteller von Staplern.

### 2001 Patenterwerb an Stickstoffmonoxid
Im Jahr 2001 erwarb die Linde AG durch Aufkauf der Aktiebolaget Gas-Accumulator (AGA) deren Patentlizenz und ihr gesamtes Geschäft für die medizinische Anwendung von Stickstoffmonoxid. Es handelt sich um INOmax, ein Gasgemisch, das 100 bzw. 800 (in den USA) oder 400 ppm (in der EU) Stickstoffmonoxid (NO) als wirksamen Bestandteil enthält und als Arzneimittel für die Behandlung von Neugeborenen mit Lungenversagen begleitet von hohem Blutdruck in der Lunge (hypoxisch respiratorische Insuffizienz) zugelassen ist. Als weltweit exklusiver Lizenznehmer dieses Patents vertreibt Linde über ihre Tochtergesellschaft INO Therapeutics INOmax in den USA und seit 2002 auch in Europa. Dieses Stickstoffmonoxid-Gasgemisch wird als ein Nebenprodukt der Industrieproduktion angesehen und konnte vor der Patenterwerbung durch Linde bei verschiedenen Anbietern günstig bezogen werden.
Das Exklusivpatent für den Einsatz von Stickstoffmonoxid zur Behandlung von Lungenfunktionsstörungen war 1997 der General Hospital Corp. erteilt worden. Gegen die Erteilung des Europäischen Patents hatte der Wettbewerber Air Products & Chemicals bereits 1998 Einspruch eingelegt, welcher mit Entscheidung des Europäischen Patentamts vom 19. Februar 2001 aber abgewiesen wurde. Dagegen hatten Air Products & Chemicals und in der Folge auch Air Liquide Beschwerde eingelegt. Nach Angaben des Universitätsklinikums Heidelberg hatte man dort nämlich bereits im Herbst 1991 begonnen, sich wissenschaftlich mit inhaliertem Stickstoffmonoxid intensiv zu beschäftigen. Das Patent auf die NO-Behandlung wurde aber erst im Dezember 1991 angemeldet, also nachdem das Verfahren bereits in Heidelberg und anderswo bekannt war.
Aus diesem Grund wurde um die Patenterteilung jahrelang juristisch gestritten. Nach dem Patenterwerb an Stickstoffmonoxid verteuerte Linde AG als neuer Monopolist auf diesem Gebiet das ehemals preiswerte Gas, das unter anderem in der Säuglingsheilkunde eingesetzt wird, um das 50-fache. Nachdem sich öffentlicher Druck bezüglich der Vermarktungspraxis des Linde-Konzerns bei seinem Produkt INOmax aufgebaut hatte, erklärte das Europäische Patentamt am 17. November 2004 nach dem Einspruch von Air Products & Chemicals und Air Liquide das von Linde genutzte Patent zur Nutzung von Stickstoffmonoxid gegen Lungenfunktionsstörungen für unwirksam.
Nach Auffassung der Analysten wird der größte Teil der Umsätze und der gesamte Gewinn mit INOmax in den USA erwirtschaftet. In den ersten drei Quartalen des Jahrs 2004 war in Europa mit INOmax ein Umsatz von 8 Mio. Euro erzielt worden. Im Geschäftsjahr 2003 erzielte Linde mit dem Produkt den Angaben zufolge einen Umsatz von 104 Mio. Euro, gut 90 % der Erlöse stammten aus den USA. Auch in den USA ist Linde der einzige Anbieter des Produkts. Dort sei das Produkt am Markt viel akzeptierter, so ein Sprecher von Linde.
Am 18. September 2013 wurde das Europäische Patent EP0786264B1, welches die Anwendung von Stickstoffmonoxid (NO) zur Behandlung der pulmonalen Hypertonie für den Patentanmelder General Hospital Corp.schützte, vom Europäischen Patenamt aufgehoben. Die Westfalen AG kündigte daraufhin kurze Zeit später an, dass sie den Vertrieb von NO-Gas für medizinische Zwecke kurzfristig wieder aufnehmen und Schadenersatzforderungen gegen Linde geltend machen werde. Linde hatte im Dezember 2012 eine einstweilige Verfügung gegen die Westfalen AG erwirkt.

### 2003 bis 2015

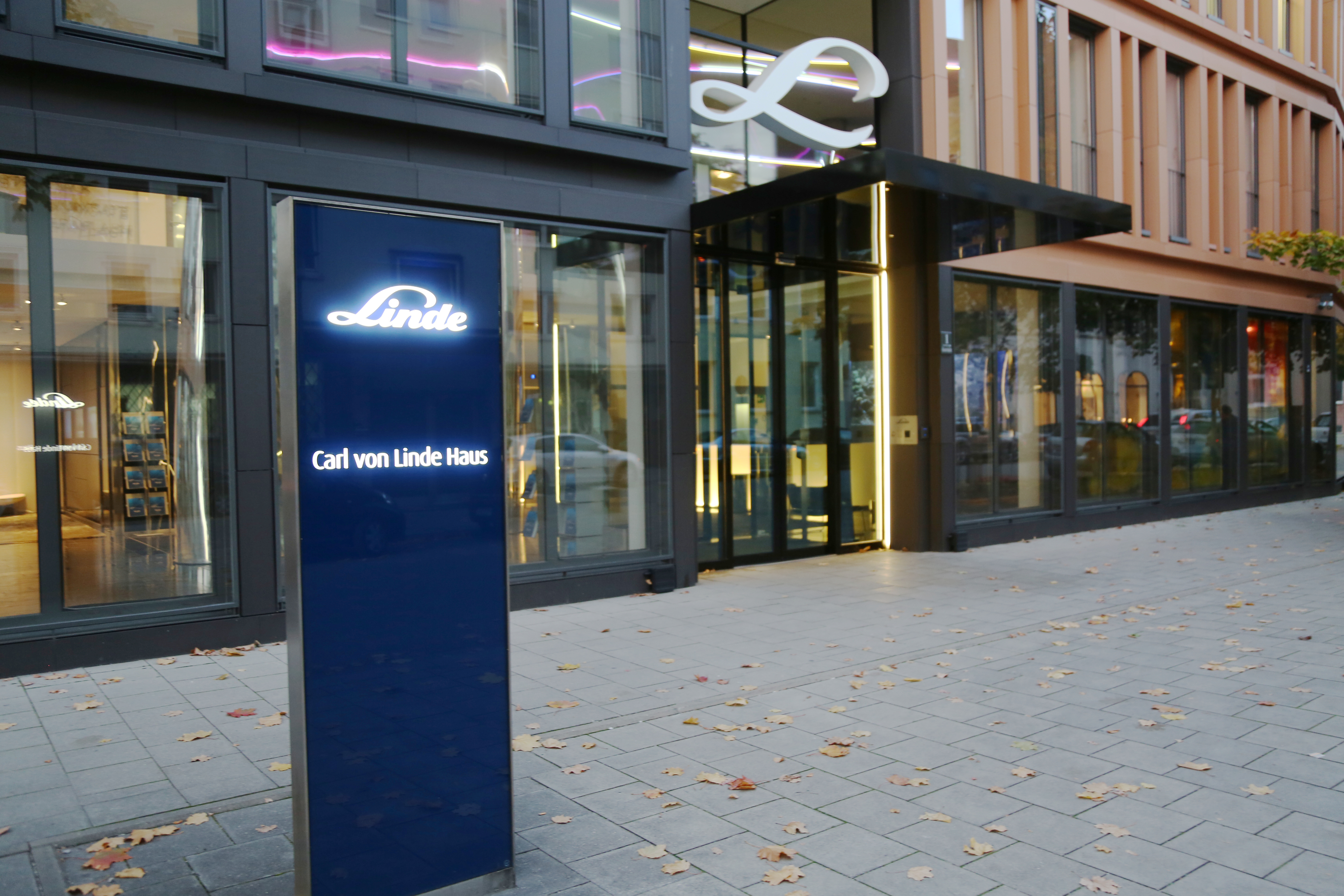
Carl-von-Linde-Haus, Bezeichnung des Angerhofs durch Linde

2003 übernahm Wolfgang Reitzle von Gerhard Full die Leitung des Lindekonzerns.:87 2004 wurde Linde Kältetechnik an die Carrier Corporation verkauft,:87 2008 wurde die Hauptverwaltung der Linde AG vom historischen Stammsitz Wiesbaden nach München verlegt; neuer Firmensitz ist das Gebäude Angerhof in der Münchner Innenstadt; der neue Name des Konzerns wurde The Linde Group.
Mit der Hauptversammlung am 20. Mai 2014 übernahm Wolfgang Büchele das Amt des Vorstandsvorsitzenden von seinem Vorgänger Wolfgang Reitzle, der aufgrund einer Altersbegrenzung dieses Amt nicht mehr fortführen konnte.
Im Jahr 2015 betrug der Umsatz der Linde AG 17,944 Milliarden Euro bei einem operativen Konzernergebnis von 4,131 Milliarden Euro (+5,4 % gegenüber dem Vorjahr).
Im Dezember 2015 wurde die Linde Hydrogen Concepts GmbH in München gegründet. Von April 2016 bis Juni 2018 betrieb das Unternehmen unter dem Markennamen BeeZero den weltweit ersten Betrieb eines Carsharingsystems mit Wasserstoffautos.

### Seit 2016 – Zusammenschluss mit Praxair
Mit der Aufsichtsratssitzung vom 7. Dezember 2016 übernahm Aldo Belloni das Amt des Vorstandsvorsitzenden von Wolfgang Büchele, der seinen Rücktritt mit Ablauf des Tages bekanntgab. Auf derselben Sitzung stimmte der Aufsichtsrat der Linde AG für eine Neuaufnahme der Gespräche mit dem Konkurrenten Praxair, welcher ursprünglich Linde selbst gehörte, für eine Fusion als „Merger of equals“. Diese Gespräche waren von Seiten Linde im September 2016 einseitig abgebrochen worden, da man sich in Kernfragen des Standortes des Firmensitzes sowie der Managementpositionen nicht einigen konnte. Praxair hat Anfang Dezember einen neuen Vorschlag der strittigen Punkte an die Linde AG versendet, woraufhin die Unternehmen die Fusion am 20. Dezember 2016 bekanntgaben. Der Betriebsrat der Linde AG wendet sich gegen die Fusion.
Am 1. Juni 2017 stimmte der Aufsichtsrat der Linde AG dem Zusammenschluss und dem Fusionsvertrag (Business Combination Agreement, BCA) mit dem US-amerikanischen Gaskonzern Praxair zu. Nach dem Zusammenschluss soll die neue Holding unter dem alten Namen Linde plc. ihren Sitz in Irland haben und die operativen Zentralfunktionen in Großbritannien betreiben. Linde würde bei genehmigter Fusion den französischen Konkurrenten Air Liquide als Weltmarktführer ablösen. Die Genehmigung durch die europäische Kartellbehörde wurde unter Auflagen erteilt. Die Genehmigung der US-amerikanischen Kartellbehörden wurde am 22. Oktober 2018 unter Auflagen erteilt. Bis zur Umsetzung der US-amerikanischen Auflagen, die von der Linde AG bis zum 29. Januar 2019 erfüllt werden mussten, waren Linde und Praxair verpflichtet, ihre Geschäfte weltweit weiterhin unabhängig und getrennt voneinander zu führen.
Die Auflagen sahen vor, dass Praxair sein Gasgeschäft in Europa und die Linde AG weite Teile ihres bisherigen Amerikageschäfts verkauft. Praxairs Europageschäft ging dabei im Juli 2018 für 5 Milliarden Euro an den japanischen Konkurrenten Taiyo Nippon Sanso. Einen Großteil des Linde-Geschäftes in den Vereinigten Staaten sowie weitere Standorte in Lateinamerika mit einem Umsatzvolumen von 1,7 Milliarden Euro kaufte die Messer Group zusammen mit dem Finanzinvestor CVC Capital Partners für 2,8 Milliarden Euro.
Am 24. Oktober 2018 fusionierte die Linde AG mit Praxair und verlegte ihren Sitz nach Dublin. Am 30. Oktober 2018 wurde die Aktie der Linde AG im DAX gegen die Aktie der neuen Linde plc ausgetauscht. Am 31. Oktober 2018 sollte der Aktientausch abgeschlossen und die Linde plc in den S&P 500 einbezogen werden, in dem sie Praxair ersetzte. Da sich die Firmenzentrale nicht mehr in Deutschland befindet, unterliegt die Linde plc nicht der deutschen Mitbestimmung.
2021 verlegte Linde den deutschen Sitz von der Münchner Innenstadt auf das Werksgelände im Vorort Pullach, dabei sollten rund 850 Stellen abgebaut werden.
Am 25. Oktober 2022 gab das Unternehmen bekannt, sein Papier aus der Börse Frankfurt zurückziehen zu wollen, damit verbunden war ein Delisting aus dem DAX. Bis dahin wurde das nunmehr irische Unternehmen sowohl an der New York Stock Exchange (NYSE) als auch an der Börse Frankfurt gehandelt. Es war außerdem zwischen 2018 und 2022 eines der wenigen Unternehmen weltweit, welches in zwei national bedeutenden Indizes, dem S&P 500 und dem DAX, gelistet war, aber in keinem der jeweiligen Märkte seinen Sitz hatte.

## Geschäftsbereiche der Unternehmensgruppe

### Gases Division (Abteilung Gasgeschäft)

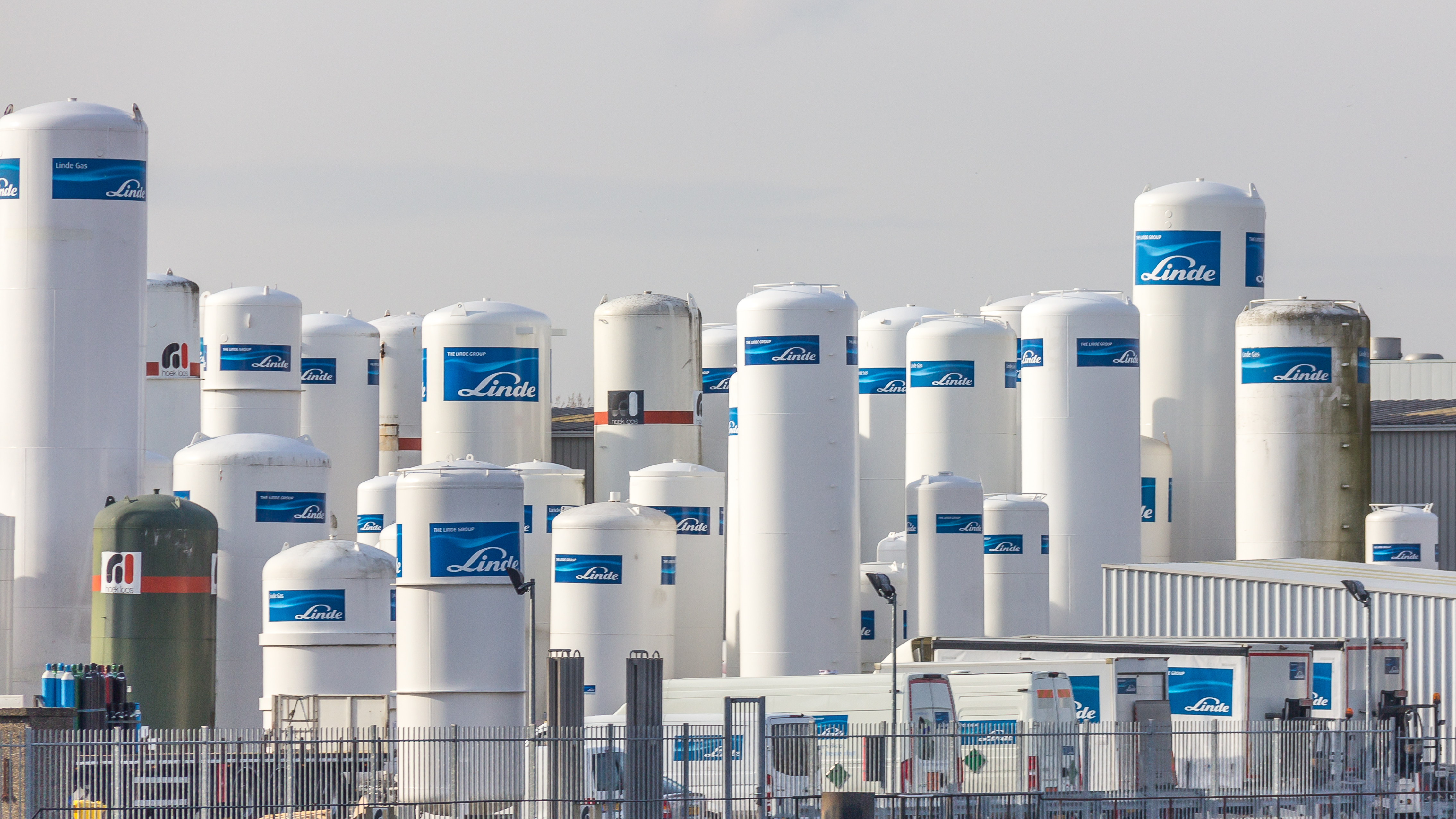
Linde Schiedam, gelagerte Flüssiggastanks

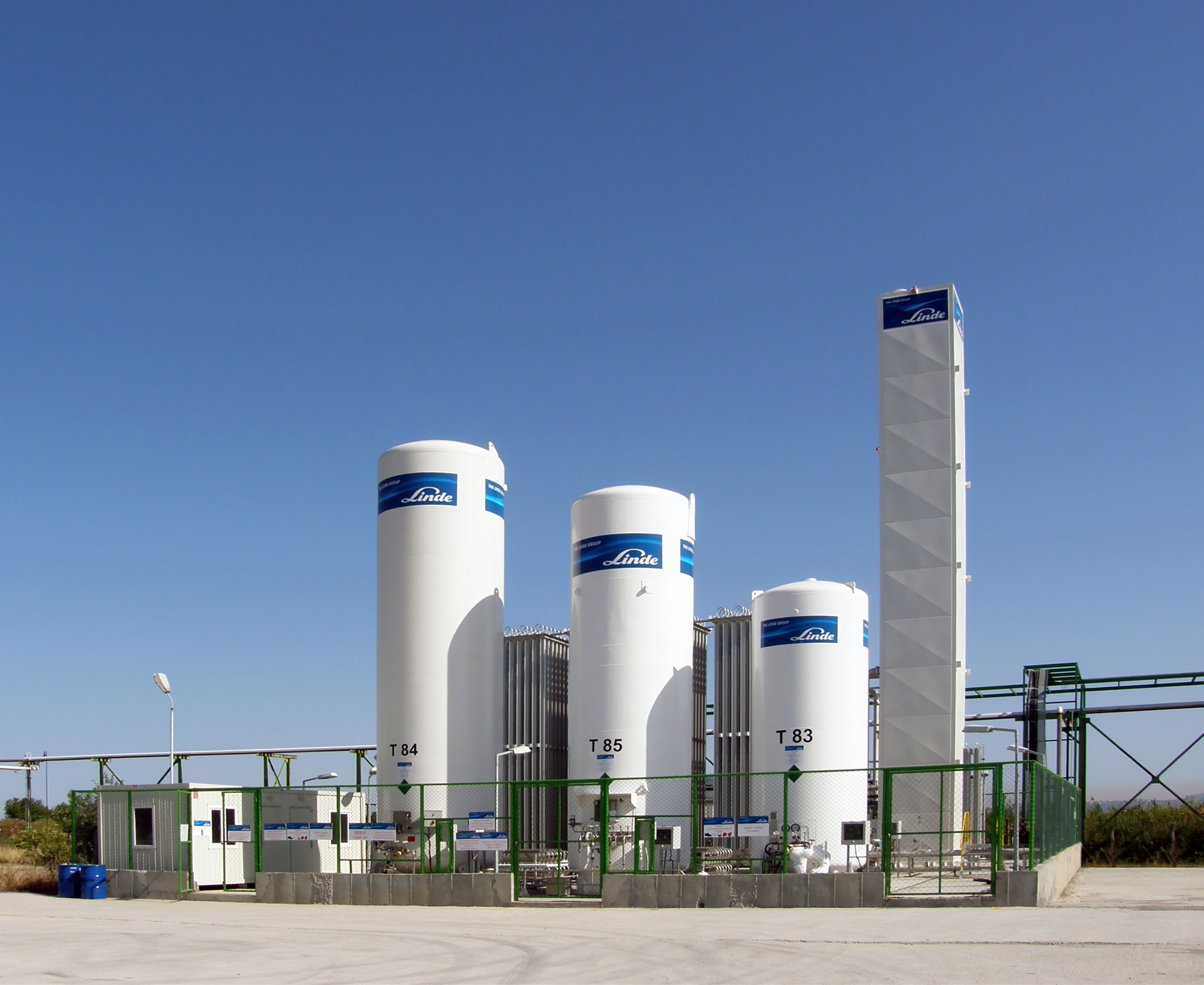
Linde Gas Fabrik zum Erzeugen von gasförmigem Stickstoff

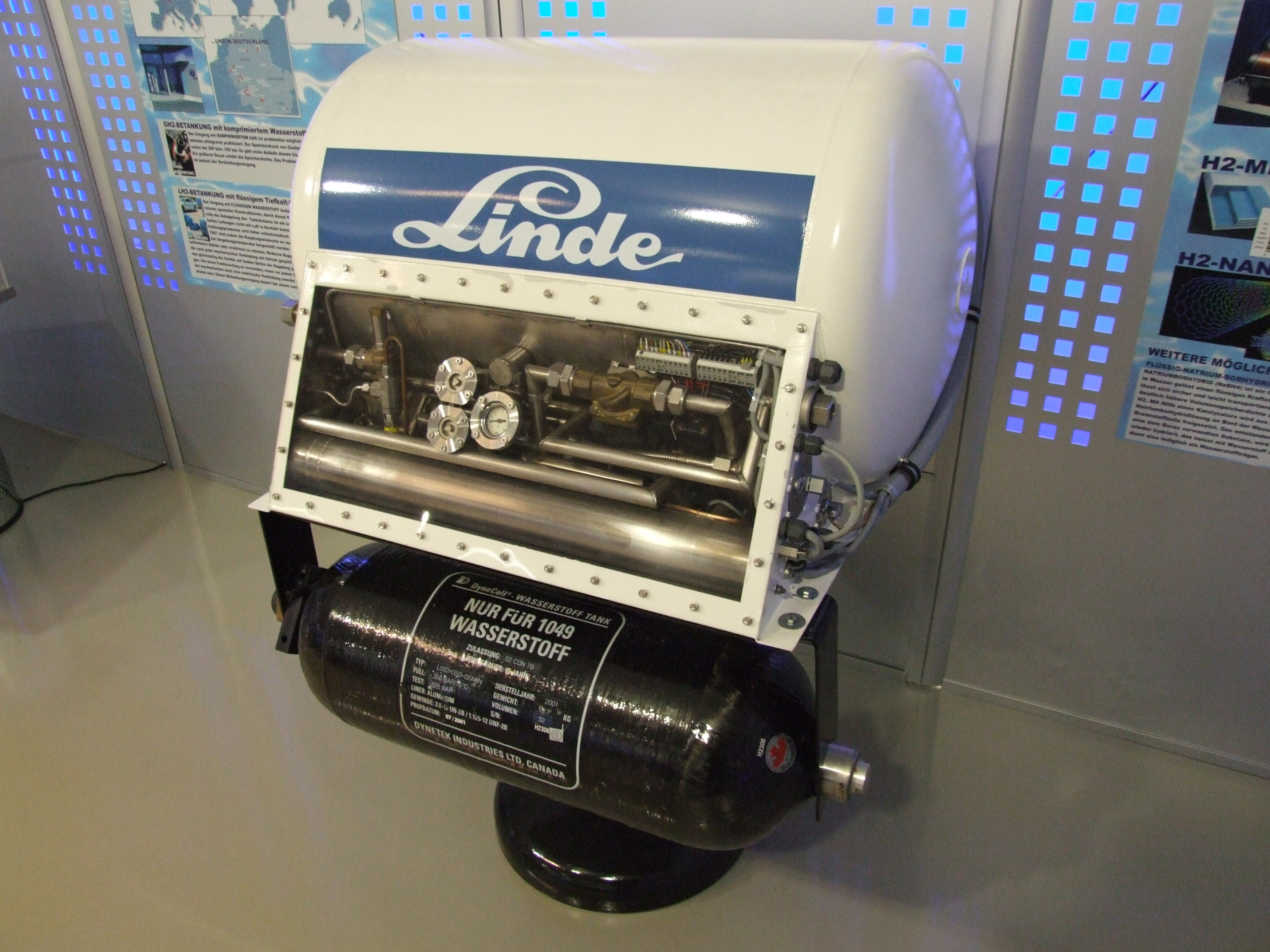
Tank von Linde für Flüssigwasserstoff

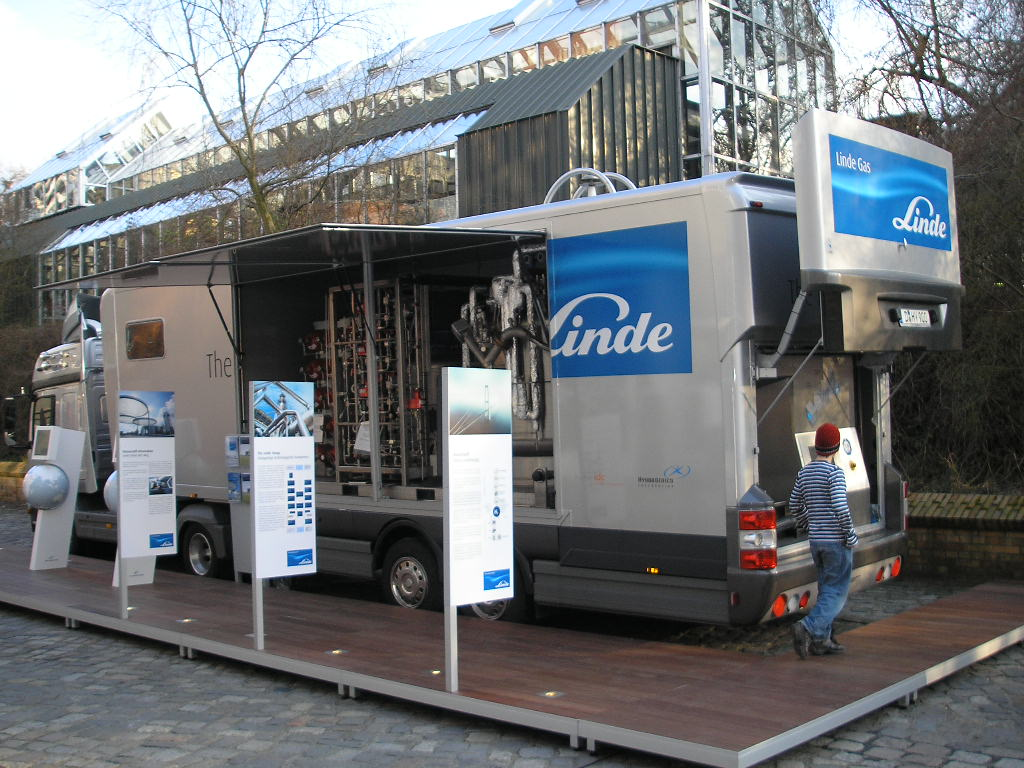
Mobile Wasserstofftankstelle trailH2 von Linde

Nach der Vereinigung Deutschlands investierte Linde in Osteuropa und tätigte Zukäufe im Gasegeschäft: Nach der Wende (1990) übernahm Linde den Bereich Technische Gase der Leunawerke in Leuna. 1991 erwarb Linde die Mehrheit am führenden tschechoslowakischen Gasvertreiber Technoplyn a.s. und übernahm das Unternehmen 1995 vollständig. 1992 wurden die seit 1974 gehaltenen Anteile am größten niederländischen Anbieter technischer Gase, der W.A. Hoek's Machine- en Zuurstoffabriek NV in Schiedam auf über 60 % aufgestockt.
1993 folgte die Einweihung des weltweit größten Gaszentrums von Linde in Leuna.:87 1997 erhielt ein internationales Konsortium mit Beteiligung von Linde den Auftrag, über fünfzehn Jahre die mexikanische Ölgesellschaft Pemex mit Stickstoff zu beliefern. Linde baute dafür die größte Luftverflüssigungsanlage der Welt. Der Auftragswert für Linde betrug mehr als 150 Millionen US-Dollar.
Zudem erwarb Linde von der Air Products GmbH Salzburg deren Wasserstoffaktivitäten in Österreich und baute das Kohlensäuregeschäft in Österreich durch zwei Mehrheitsbeteiligungen weiter aus. Linde und AGA (Lidingö/Schweden) vereinbarten, bei der Planung und beim Bau von Luftzerlegern, Wasserstoff- und Kohlenstoffmonoxid-Anlagen zu kooperieren.
1999 erwarb Linde von Union Carbide das Namensrecht für Linde in den USA zurück und konnte nun weltweit unter diesem Namen firmieren.
Im Dezember 1999 übernahm der Konzern den schwedischen Gasehersteller Aktiebolag Gas-Accumulator (AGA) mit Sitz in Lidingö, Schweden. Linde wurde damit nach eigenen Angaben zum viertgrößten Gaseanbieter der Welt.:80
2006 erwarb Linde – nach einer Kooperation seit 2002 bei Luftzerlegungs- und Synthesegasanlagen:87 – das britische Industriegaseunternehmen BOC für zwölf Milliarden Euro. Finanziert wurde die Transaktion unter anderem durch eine Kapitalerhöhung. Linde wurde damit zum weltweit größten Industriegasehersteller.
Anfang 2007 verkaufte Linde das polnische Gasgeschäft der BOC-Gruppe an den amerikanischen Wettbewerber Air Products. Air Products zahlte insgesamt 370 Millionen Euro für die Sparte. Im selben Jahr übernahm Linde für 92 Millionen Euro das türkische Industriegaseunternehmen Birleşik Oksijen Sanayi A.Ş. Per Januar 2024 wird die im schweizerischen Dagmersellen ansässige PanGas AG in Linde Gas Schweiz AG umbenannt.
Der Geschäftsbereich Linde Gas ist führender Anbieter von Medizin- und Industriegasen in Europa. 2011 erzielte der Bereich mit 39.031 Mitarbeitern einen Umsatz von 11,061 Milliarden Euro und ein operatives Ergebnis von 3,041 Milliarden Euro. Zu ihm gehört die Linde Gas Therapeutics GmbH, die bis 2004 unter AGA Linde Healthcare firmierte.
Anwendungsbereiche der technischen Gase finden sich in der Medizin (z. B. Endoskopie und Beatmung), Lebensmittelindustrie (Kühlen und Frosten von Lebensmitteln mit Stickstoff und Kohlenstoffdioxid), Verpackung von Lebensmitteln in modifizierter Atmosphäre (Stickstoff, Kohlendioxid und Sauerstoff), chemischen Industrie (Sauerstoffeinsatz zur Leistungssteigerung von Claus- und FCC-Anlagen), Metallurgie (Frischen von Stahl mit Sauerstoff, Wärmebehandlung), Gummi- und Kunststoffindustrie (Entgraten von Gummiteilen, Gasinnendrucktechnik), Bauindustrie (Bodenvereisen und Betonkühlen mit flüssigem Stickstoff, Neutralisation von Baustellenabwässern mit Kohlendioxid) oder Umwelttechnik (Belebung von Gewässern und Kläranlagen durch Sauerstoff) sowie Schweißtechnik (Schutzgasgemische bzw. Sauerstoff und Acetylen im Autogenschweißen). Des Weiteren werden Reinstgase und Präzisionsgasgemische als Betriebs- und Kalibriergase in vielen Bereichen der Messtechnik und Halbleiterindustrie eingesetzt.

### Linde Engineering (technisch-ingenieurwissenschaftliche Abteilung)
Hauptsitz der weltweit agierenden Produktlinie Linde Engineering ist nach wie vor in Höllriegelskreuth bei München. Die Bezeichnung der Sparte Anlagenbau im Konzern war TVT für Tieftemperatur- und Verfahrenstechnik.
In den 1960er Jahren war der Anlagenbau mit Hermann Linde im Vorstand dazu übergegangen schlüsselfertige und maßgeschneiderte Großanlagen für die Petrochemie zu entwickeln, mit Lösungen, in denen neben sehr tiefen auch sehr hohe Temperaturen eine Rolle spielten. Mit mehr als 1500 verfahrenstechnischen Patenten und 3500 gebauten Anlagen zählt Linde Engineering zur Weltspitze.
Das Angebot umfasst Beratung, Vertrieb und den Bau maßgeschneiderter Großanlagen mit Verfahrensberechnung, Konstruktion und weltweiter Beschaffung der notwendigen Ausrüstungen bis hin zur Überwachung der schlüsselfertigen Herstellung, Lieferung, Bau und Montage.
Bei Linde Engineering arbeiten rund 4500 Mitarbeiter an mehr als zwanzig Standorten weltweit. 2015 erwirtschafteten 7.186 Mitarbeiter (hauptsächlich Ingenieure) einen Umsatz von 2,594 Milliarden Euro. Eine größere Tochtergesellschaft ist beispielsweise die Linde Engineering Dresden (LEDD).
Eine eigene Produktionswerkstätte in Deutschland gibt es noch am Standort Schalchen. Bau- und Montagearbeiten werden an lokale Subunternehmer vergeben.

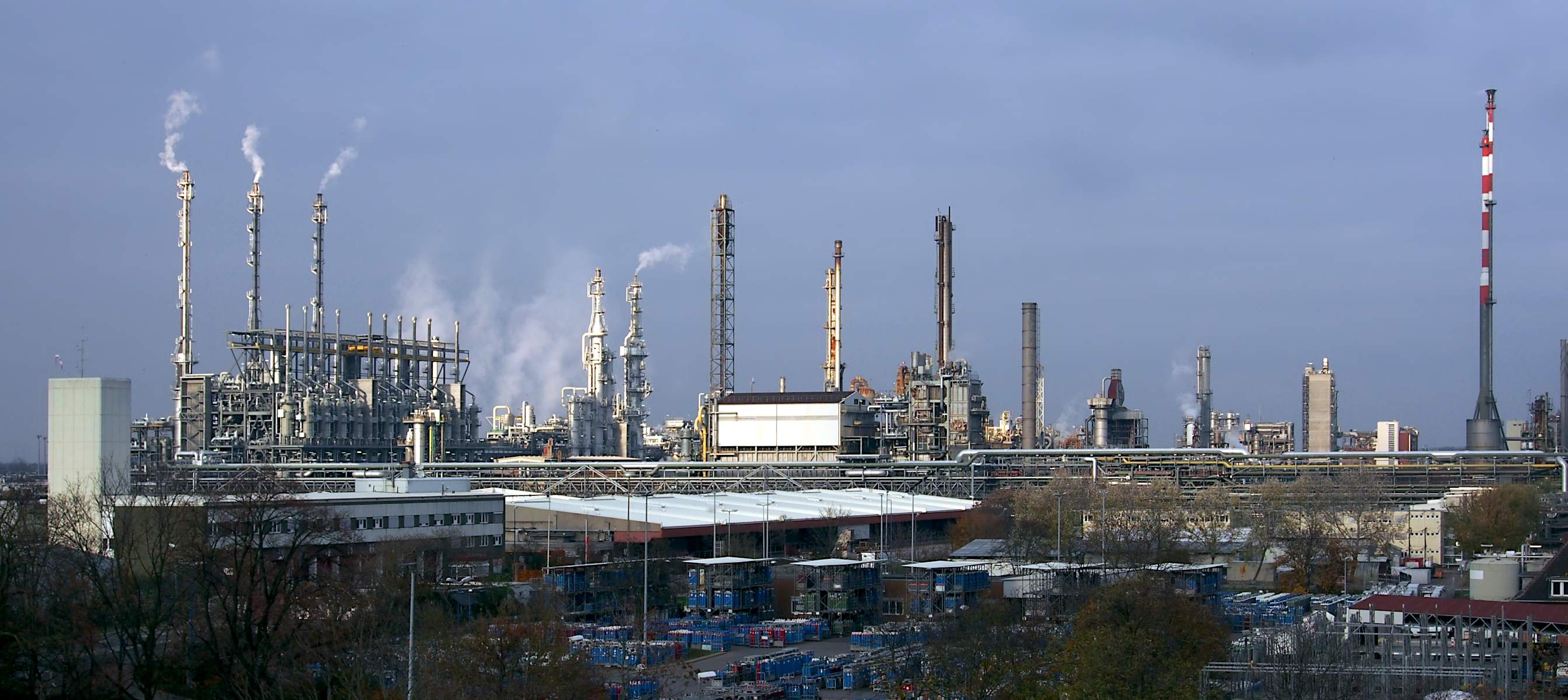
Linde kooperiert mit der BASF bei der Optimierung von petrochemischen Prozessen.

Für folgende Branchen werden maßgeblich Anlagen geplant und realisiert:
- Chemie- und Petrochemieanlagen
- Wasserstoff- und Synthesegas-Anlagen
- Elektrolyseanlagen
- Druckwechseladsorptionsanlagen und Membran-Anlagen
- Gasaufbereitungsanlagen
- Erdgasaufbereitung
- Luftzerlegungsanlagen
- Kryotechnische Anlagen
- Tanklager
- Pharmazieanlagen
- Prozess- und Raffinerieöfen

#### Verfahrenstechnische Versuchsanlagen
In einer Kooperation mit der norwegischen Statoil produzierte Linde den Einsatz von gewickelten Wärmetauschern (Wärmeübertrager) auf schwimmenden Plattformen zur Verflüssigung von Erdgas und baute eine entsprechende Versuchsanlage zur Durchführung von entsprechenden theoretischen und praktischen Untersuchungen. Ein solch maritimer Ansatz ermöglicht die Verflüssigung des Erdgases direkt über dem unterseeischen Bohrloch und erleichterte die Nutzung von Erdgasfeldern auch in entlegenen maritimen Regionen; der Bau von Pipelines entfällt beim Einsatz dieser Technik. Die Versuche wurden 2007 abgeschlossen.

### Gist Division (Kern und Infrastrukturabteilung)
Der Geschäftsbereich Gist Division umfasst Logistik- und Versorgungskettenlösungen für den Handel und die Industrie. An 40 Standorten sind mehr als 5.000 Mitarbeiter beschäftigt.

## Ehemalige Geschäftsbereiche

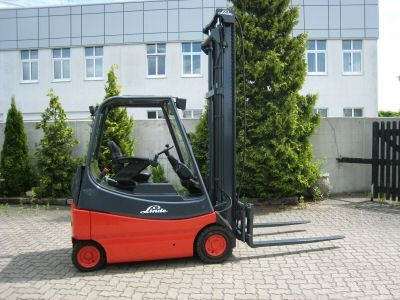
Linde E20 Elektrostapler

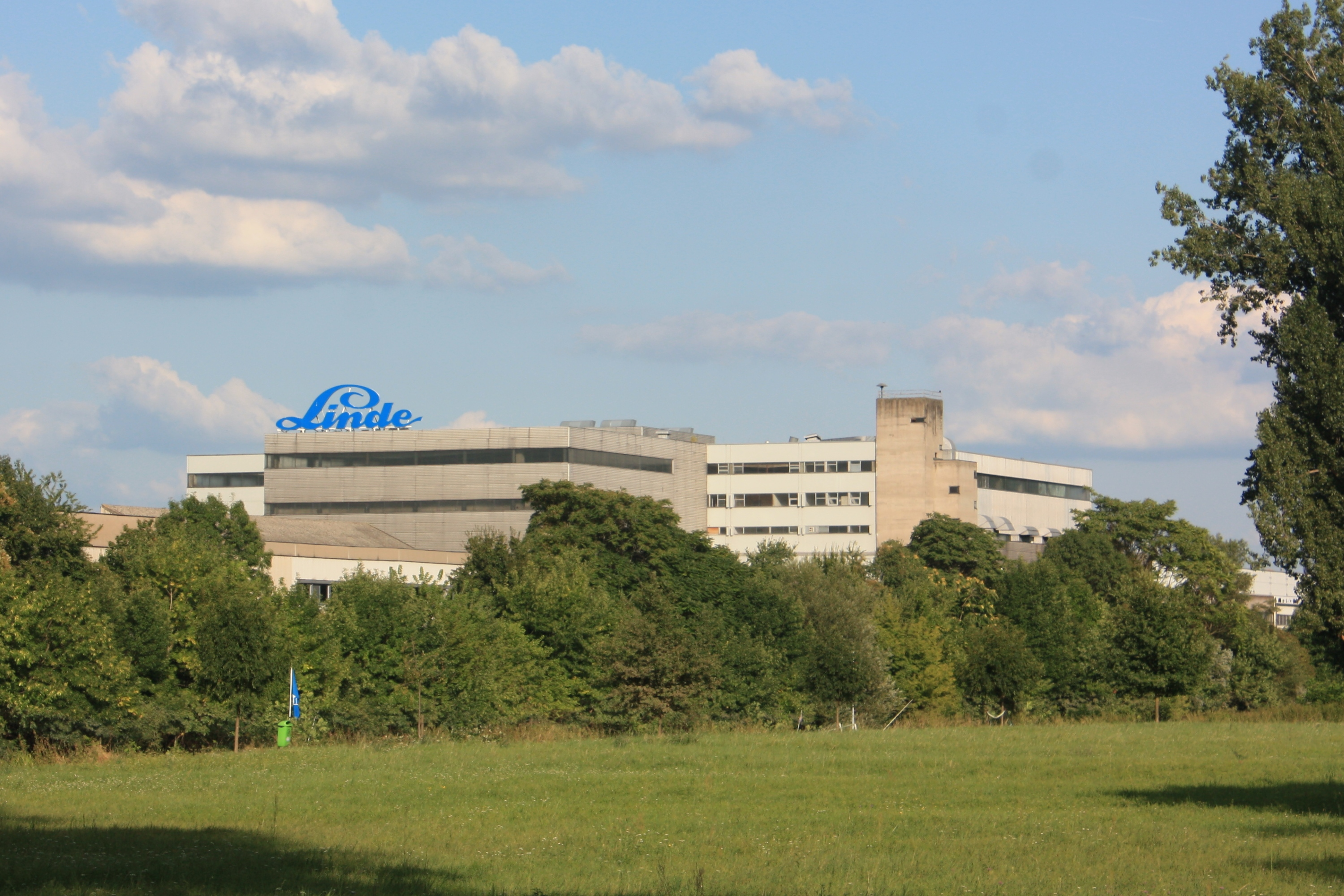
Das mittlerweile geschlossene Werk in Mainz-Kostheim

Linde Mikrowelle LMG 701

Ein Tochterunternehmen von Linde war die Wäschereikette Fred Butler (Cleaning Enterprises), die alternative Wäschereimethoden mit einem von Linde entwickelten CO2-Verfahren anbot. Diese Kette, die 2006 gegründet wurde, wurde im Jahr 2011 von Linde geschlossen und abgewickelt. Als Grund wurden u. a. hohe Personalkosten angegeben.
Die Nauticor (bis 2016 Bomin Linde LNG) mit Sitz in Hamburg ist ein Anbieter von flüssigem Erdgas (LNG) als Treibstoff für die Schifffahrt und wurde 2019/2020 an das Unternehmen Gasum verkauft. Nauticor deckt dazu die LNG-Wertschöpfungskette von Einkauf und Transport über die Lagerung bis hin zu Vertrieb und Betankung von Schiffen in strategisch bedeutsamen Häfen ab.

### Material Handling
Linde stellte bis 2006 im Unternehmensbereich Linde Material Handling auch Flurfördergeräte und Lagertechnikgeräte her. Bekannt wurden unter anderem die Linde-Gabelstapler. Der Konzern war auch im Besitz der Staplermarken Still und OM Pimespo.
Zum 1. August 2006 gliederte der Konzern seine Gabelstaplersparte mit Linde Material Handling, Still und Officine Meccaniche (OM) in die neu gegründete Kion Group aus und verkaufte sie im November 2006 für 4 Mrd. € an ein Konsortium der Finanzunternehmen Kohlberg Kravis Roberts & Co. (KKR) und Goldman Sachs.

### Kältetechnik
Der ehemalige Bereich Kältetechnik reicht in die Gründungszeit der Lindes Eismaschinen AG zurück. 1996 übernahm Linde das Kältetechnik-Unternehmen Frigorex AG Luzern, von der schweizerischen Sulzer AG in Winterthur. 2003 erwirtschafteten 6.361 Mitarbeiter weltweit einen Umsatz von 866 Millionen Euro. 2003 war Linde-Kältetechnik der Marktführer in Europa für Kühl- und Tiefkühlgeräte im Lebensmitteleinzelhandel, wurde aber 2004 an die Carrier Corporation verkauft.:2 Der Bereich Kältetechnik arbeitete zudem auf dem Gebiet der Raum- und Prozesskühlung, 2006 wurde die Fertigung im Werk Mainz-Kostheim eingestellt, so dass heute keine Kühlgeräte mehr unter dem Namen Linde produziert werden.

### Haushaltsgeräte
Im Jahr 1967 wurde der Geschäftsbereich Haushaltsgeräte, der vorwiegend Kühl- und Gefriergeräte für den privaten Gebrauch herstellte, in eine eigene GmbH ausgegliedert und schließlich an AEG verkauft. Technischer Direktor und Geschäftsführer der Linde Hausgeräte GmbH war ab 1971 der Ingenieur Ernst Dietter (* 1926). Zwischen 1973 und 1976 wurden unter dem Namen Linde auch Mikrowellenherde vertrieben. Ein Exemplar ist heute im Deutschen Historischen Museum in Berlin ausgestellt. Nach Beendigung des Vertriebs von Haushaltsgeräten unter dem Linde Logo wurde die Marke 1978 aus dem Handelsregister gelöscht.

## Börsennotierung
Die Aktie der Gesellschaft war sowohl an der Frankfurter Wertpapierbörse als auch an der New York Stock Exchange notiert und Teil des DAX, des Euro Stoxx 50, des MSCI USA sowie des S&P 500. Die Mehrheit der Anteilseigner beschloss auf einer Versammlung am 18. Januar 2023 die Einstellung der Notierung an der Frankfurter Börse zum 1. März 2023; seitdem ist Linde ausschließlich im US-amerikanischen S&P 500-Index gelistet.

## Sponsoring
Der Linde-Konzern war von 1996 bis 2005 Sponsor des internationalen Golfturniers „Linde German Masters“.
Zudem unterstützt Linde im Rahmen einer Public Private Partnership das hessische Oberstufen-Internat für leistungsstarke Schüler „Schloss Hansenberg“ finanziell und inhaltlich. Seit 2010 ist Linde auch Partner der jährlichen Münchner Sicherheitskonferenz (MSC).
Linde ist Spielzeitpartner der Bayerischen Staatsoper.
Außerdem pflegt der Konzern eine enge Bindung zur Technischen Universität München. Dies geschah durch das Einrichten der Carl-von-Linde-Akademie und eines Stiftungslehrstuhls. Zusätzlich trat der frühere Vorstandsvorsitzende Reitzle regelmäßig als Gastprofessor auf. Die meisten der ehemaligen Vorstandsvorsitzenden waren Absolventen der TU München.